# Klooster Rakovac

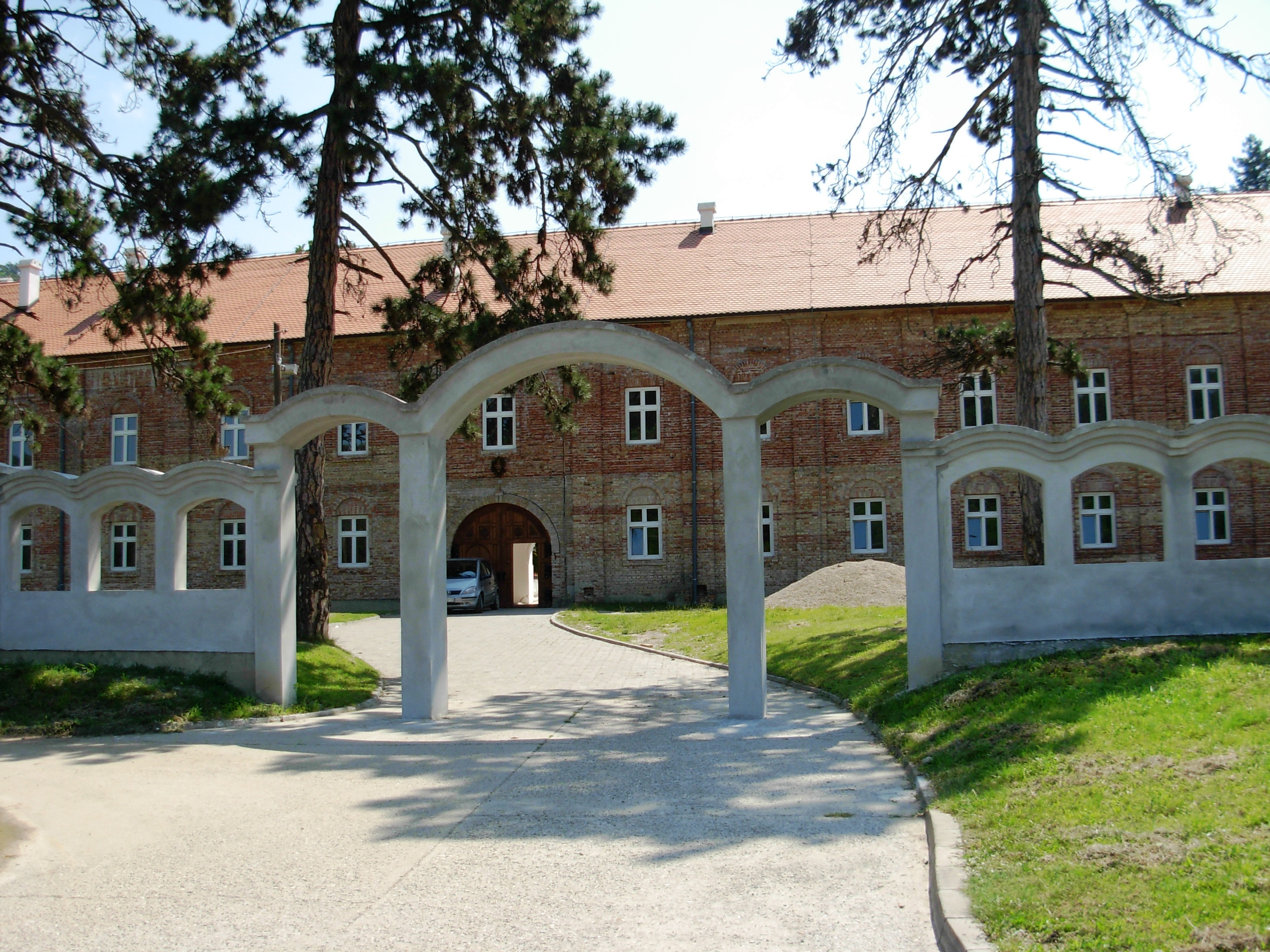
Klooster Rakovac

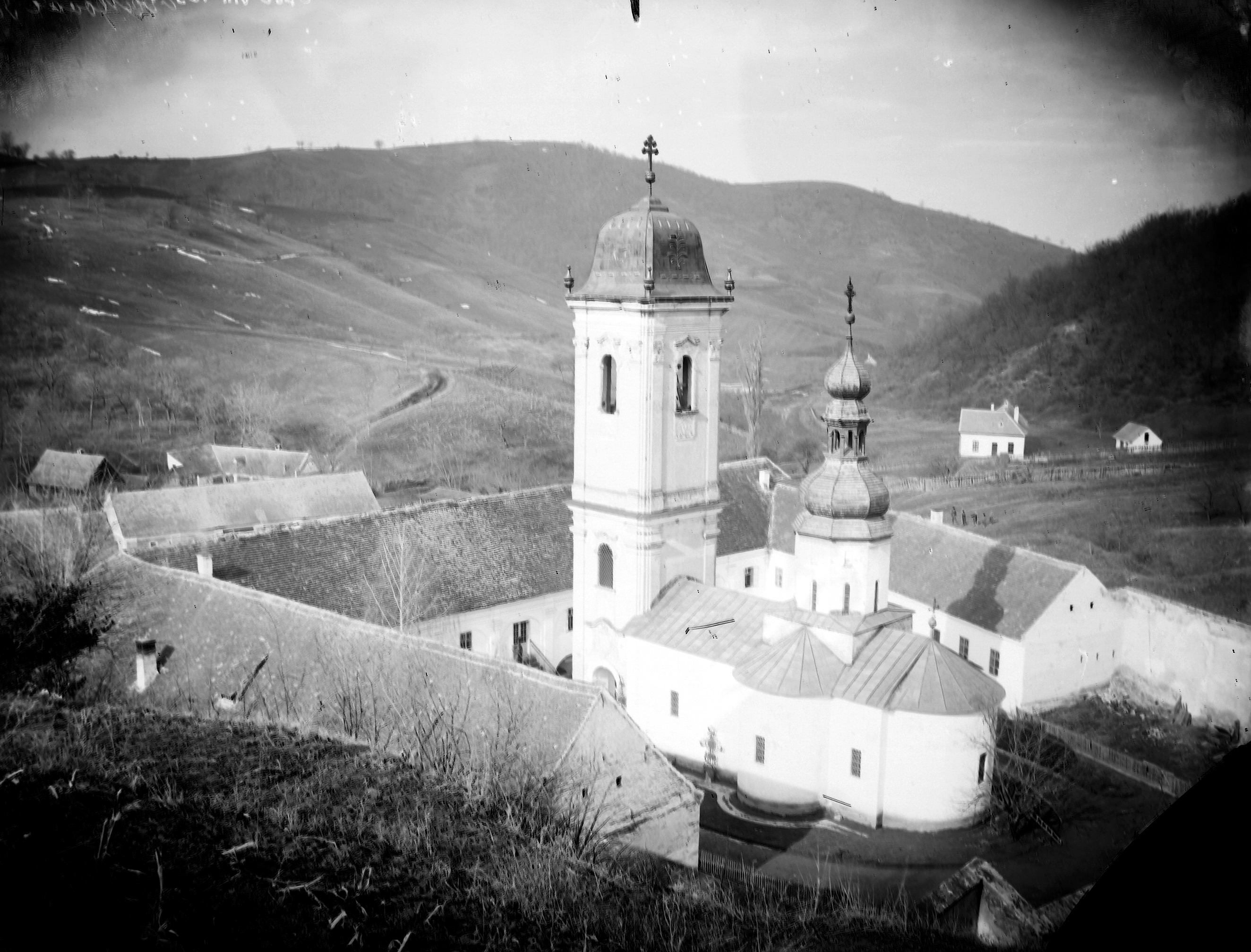
Klooster Rakovac in 1885

Het klooster Rakovac (Servisch: Манастир Раковац, Manastir Rakovac) is een Servisch-orthodox klooster gelegen in de Fruška Gora in de Servische autonome provincie Vojvodina. Volgens een legende die op papier werd gezet in 1704, werd het klooster gesticht door een man genaamd Raka, een hoveling van heerser Jovan Branković. De vroegste historische vermeldingen van het klooster dateren uit 1545/1546.